# Liste der Präsidenten der Vereinigten Staaten

Siegel des Präsidenten der Vereinigten Staaten von Amerika

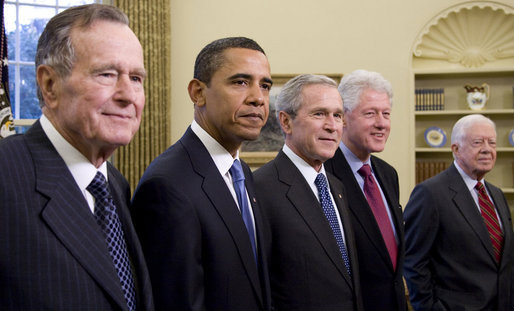
Alle fünf zu jenem Zeitpunkt lebenden Präsidenten der Vereinigten Staaten im Oval Office am 7. Januar 2009, von links: George H. W. Bush, Barack Obama, George W. Bush, Bill Clinton und Jimmy Carter

Die Liste der Präsidenten der Vereinigten Staaten führt die Staatsoberhäupter in der Geschichte der Vereinigten Staaten von Amerika vollständig auf. Neben allen Personen, die das Amt als Präsident der Vereinigten Staaten nach Inkrafttreten der US-amerikanischen Verfassung von 1789 innehatten, sind auch die entsprechenden Vizepräsidenten verzeichnet. Die Nummerierung bezieht sich dabei auf die fortlaufende Zahl der Präsidenten und nicht auf die Zahl der Amtszeiten. Wenn also ein Präsident zwei Amtszeiten in Folge absolvierte, wird er dennoch nur einmal aufgeführt. Dies gilt auch für Franklin D. Roosevelt, den einzigen US-Präsidenten mit mehr als zwei, nämlich vier, Amtszeiten. Grover Cleveland und Donald Trump traten zwei Amtszeiten an, die nicht direkt aufeinander folgten. Cleveland wird daher als 22. und als 24. Präsident geführt und Trump als 45. und 47., weshalb die Liste aus 45 Personen 47 Einträge enthält.
Nach Rücktritt, Tod oder Amtsenthebung des Präsidenten rückt der Vizepräsident für den Rest der Amtszeit zum Präsidentenamt auf und die Nummerierung wird fortgesetzt. Dies geschah bisher neun Mal. Acht Präsidenten starben im Amt (Harrison 1841, Taylor 1850, Lincoln 1865, Garfield 1881, McKinley 1901, Harding 1923, Roosevelt 1945 und Kennedy 1963), wobei Lincoln, Garfield, McKinley und Kennedy ermordet wurden. Nixon schied 1974 als bisher einziger Präsident durch Rücktritt aus dem Amt.
Während des Amerikanischen Bürgerkriegs war Jefferson Davis von 1861 bis 1865 Präsident der Konföderierten Staaten von Amerika; er wird nicht als Präsident der Vereinigten Staaten gezählt.

## Liste
Parteien-Farblegende:
| Farbe                     | Partei                              | Abkürzung    |
| ------------------------- | ----------------------------------- | ------------ |
|                           | Republikanische Partei              | Rep.         |
|                           | Demokratische Partei                | Demokr.      |
|                           | Whig-Partei                         | Whig         |
| National Republican Party | Nat.-Rep.                           |              |
|                           | Demokratisch-Republikanische Partei | Demokr.-Rep. |
|                           | Föderalistische Partei              | Föd.         |
|                           | Parteiloser                         | parteilos    |

Symbole hinter den Namen:

‡ Ermordet; † im Amt verstorben; ↑ aufgerückter Vizepräsident; Ø zurückgetreten

### Vom Unabhängigkeitskrieg bis zum Bürgerkrieg (1789–1861)
| Nr.  | Präsident (Lebensdaten) | Präsident (Lebensdaten) | Partei | Dauer der Präsidentschaft | Nr. der Amtszeit | Vizepräsident | Vizepräsident |
| ---- | --- | --- | --- | --- | --- | --- | ------------- |
| 1    | | George Washington (1732–1799) | parteilos | 30. April 1789 4. März 1797 | 1. | John Adams |               |
| 1    | 2. | George Washington (1732–1799) | parteilos | 30. April 1789 4. März 1797 | | John Adams |               |
| 1    | Washington war der erste Präsident nach dem Amerikanischen Unabhängigkeitskrieg und gilt als „Vater der amerikanischen Nation“. Der ehemalige General und Held des Unabhängigkeitskriegs ließ sich von seinen Zeitgenossen zweimal etwas widerstrebend zur Wahl stellen und wurde, neben James Monroe als einer von nur zwei Präsidenten, jeweils als unumstrittener Einzelkandidat einstimmig gewählt. In seiner Amtszeit setzte er Maßstäbe und schuf Präzedenzfälle, die für alle weiteren Präsidentschaften prägend sind. Zu seinen Leistungen zählt die Errichtung einer funktionsfähigen Bundesregierung und der Aufbau eines Kabinetts. Gleichwohl war seine Politik nicht immer glücklich: Eine Steuer auf Alkohol führte zur Whiskey-Rebellion und politisch war der Jay-Vertrag höchst umstritten. Washington befürwortete eine neutrale Haltung in den europäischen Koalitionskriegen und setzte diese Politik auch in der Citizen-Genêt-Affäre gegen eine starke pro-französische Stimmung in der Bevölkerung durch. Durch seinen Entschluss, auf eine dritte Amtszeit zu verzichten, band er – bis auf Franklin D. Roosevelt – alle seine Nachfolger an diese Vorgabe der nur einmaligen Wiederwahl, die jedoch erst 1951 mit dem 22. Zusatzartikel zur Verfassung Gesetz wurde und seit der Amtszeit von Dwight D. Eisenhower greift. Sowohl die Hauptstadt der Vereinigten Staaten, Washington, D.C., als auch der US-Bundesstaat Washington sind nach ihm benannt. | | | | | |               |
| 2    | | John Adams (1735–1826) | Föd. | 4. März 1797 4. März 1801 | 3. | Thomas Jefferson |               |
| 2    | Die Präsidentschaft von John Adams war innenpolitisch von Intrigen und politischen Zänkereien geprägt, die in der Herausbildung des Zweiparteiensystems begründet sind. Die XYZ-Affäre und der Quasi-Krieg mit Frankreich zeigten, dass eine Verwicklung in die europäischen Kriege kaum noch abwendbar war. Zur Landesverteidigung setzte Adams mit den Alien and Sedition Acts erhebliche Einschränkungen der demokratischen Rechte durch, darunter auch die Einschränkung der Pressefreiheit gegenüber der Regierung, erhöhte die Militärausgaben und ordnete die Gründung des Marineministeriums an. Seine größte Leistung war die Vermeidung des scheinbar unabwendbaren Krieges durch Verhandlungen mit dem französischen Außenminister Talleyrand und gegen den Widerstand in der eigenen Partei. In der Öffentlichkeit wurde er zu Unrecht häufig als Monarchist dargestellt, was ihm und seiner Partei entscheidend schadete. Adams blieb nach seiner Niederlage in der Wahl zur folgenden Amtszeit und der sich entwickelnden Dominanz von Jeffersons Demokratischen Republikanern der einzige Präsident der Föderalisten, die einige Jahre zuvor die Schaffung eines Präsidentenamtes noch entscheidend beeinflusst und vorangetrieben hatten. | | | | | |               |
| 3    | | Thomas Jefferson (1743–1826) | Demokr.-Rep. | 4. März 1801 4. März 1809 | 4. | Aaron Burr |               |
| 3    | 5. | Thomas Jefferson (1743–1826) | Demokr.-Rep. | 4. März 1801 4. März 1809 | George Clinton | |               |
| 3    | Die Wahl Jeffersons zum Präsidenten erfolgte wegen eines Stimmengleichstandes mit seinem Vizepräsidentschafts-Kandidaten Aaron Burr im Electoral College durch das Repräsentantenhaus. Konsequenzen der umstrittenen Wahl waren das wegweisende Urteil zur Verfassungsgerichtsbarkeit und der Verfassungszusatz zur Präsidentschaftswahl. Mit dem Kauf Louisianas wurde die französische Kolonie Louisiana erworben und dadurch das Staatsgebiet verdoppelt. Die daraufhin entsandte Lewis-und-Clark-Expedition war die erste Überlandexpedition von Ost- zu Westküste und Jefferson bewilligte die Mittel für die erste Nationalstraße. Mit dem Tripolitanischen Krieg wurde erstmals eine militärische Auseinandersetzung außerhalb der eigenen Grenzen geführt. Der Embargo Act, der Großbritannien und Frankreich friedlich zwingen sollte, die Neutralität zu respektieren, war ein außergewöhnlicher Misserfolg, der vor allem den amerikanischen Handel völlig lähmte. | | | | | |               |
| 4    | | James Madison (1751–1836) | Demokr.-Rep. | 4. März 1809 4. März 1817 | 6. | George Clinton |               |
| 4    | nicht besetzt (verstorben) | James Madison (1751–1836) | Demokr.-Rep. | 4. März 1809 4. März 1817 | 6. | |               |
| 4    | 7. | James Madison (1751–1836) | Demokr.-Rep. | 4. März 1809 4. März 1817 | Elbridge Gerry | |               |
| 4    | 7. | James Madison (1751–1836) | Demokr.-Rep. | 4. März 1809 4. März 1817 | nicht besetzt (verstorben) | |               |
| 4    | In Madisons Amtszeit wurde Louisiana als erster Bundesstaat aus den ehemaligen Louisiana-Territorien neu aufgenommen. Die jahrelangen Spannungen zwischen den USA und Großbritannien führten zum Britisch-Amerikanischen Krieg, der die Bevölkerung spaltete. Der Versuch der Amerikaner, in Kanada einzumarschieren und die britische Kolonie zu erobern, scheiterte kläglich. Im Gegenteil gelang den Briten die vorübergehende Besetzung Washingtons, während der sie das Weiße Haus und das Kapitol niederbrannten. Mit dem Frieden von Gent wurde der status quo ante bellum wiederhergestellt und Westflorida wurde den Vereinigten Staaten zuerkannt. Positive Folgen des Krieges waren eine größere industrielle Unabhängigkeit und ein schnelleres Wirtschaftswachstum. In der Folge verloren die Föderalisten, die sich mit einem Teil der Bevölkerung zunächst entschieden gegen den Krieg positioniert hatten, ihren letzten Rückhalt als nationale Partei. Zum Ende seiner zwei Amtszeiten wurde ein erstes Zollgesetz verabschiedet, das mit Schutzzöllen die heimische Wirtschaft stärken sollte. | | | | | |               |
| 5    | | James Monroe (1758–1831) | Demokr.-Rep. | 4. März 1817 4. März 1825 | 8. | Daniel D. Tompkins |               |
| 5    | 9. | James Monroe (1758–1831) | Demokr.-Rep. | 4. März 1817 4. März 1825 | | Daniel D. Tompkins |               |
| 5    | Monroe war der letzte Präsident, der die amerikanische Revolution noch aus eigenem Erleben kannte. Die Zeit seiner Präsidentschaft gilt als „Era of Good Feeling“ und fiel zusammen mit dem endgültigen Ende der Partei der Föderalisten. Seine erste Wahl gewann er haushoch, bei der zweiten hatte er als Vertreter der einzigen großen Partei keinen Gegenkandidaten. Lediglich ein fälschlich abstimmender Wahlmann verhinderte ein einstimmiges Ergebnis, wie es bei Washington der Fall gewesen war. Der erste Seminolenkrieg führte zu weiteren Gebietsgewinnen und Indiana, Mississippi, Illinois, Alabama, Maine traten dem Bund bei. Nachdem ein Kompromiss in Fragen der Sklavenhaltung gefunden worden war, wurde auch Missouri Bundesstaat. Die spanische Kolonie Florida wurde erworben und die von John Quincy Adams mitverfasste Monroe-Doktrin gab zum Ende seiner Amtszeit den außenpolitischen Kurs Amerikas für die folgenden Jahrzehnte vor. Die liberianische Hauptstadt Monrovia ist nach James Monroe benannt. | | | | | |               |
|      | | John Quincy Adams (1767–1848) | Demokr.-Rep. (bis 1825) Nat.-Rep. (ab 1825) | 4. März 1825 4. März 1829 | 10. | John C. Calhoun |               |
| 6 0  | John Q. Adams war der erste Präsident, dessen direkter Verwandter (sein Vater John Adams) bereits dieses Amt bekleidet hatte. Weil bei der Präsidentschaftswahl keiner der vier Kandidaten von derselben Partei die Mehrheit im Electoral College erhalten hatte, entschied das Repräsentantenhaus kontrovers die Wahl des Präsidenten. Sein unterlegener Gegner Andrew Jackson bezichtigte Adams der Korruption und wurde danach zu seinem Intimfeind; die Demokratisch-Republikanische Partei wurde gespalten und teilte sich in Adams Verbündete, die zukünftigen National-Republikaner, und diejenigen Jacksons auf. Adams musste Vergleiche mit seinem für seine angebliche Britenfreundlichkeit und autoritäre Haltung schon zu dessen Amtszeit kritisierten Vater ertragen. Seine Amtszeit war glück- und glanzlos. Einzig die Pläne für eine weitere transkontinentale Ausbreitung der Staaten mit Kanal- (Eriekanal und Illinois Waterway) und Eisenbahnprojekten (Baltimore and Ohio Railroad) waren bedeutende präsidiale Leistungen. | John Q. Adams war der erste Präsident, dessen direkter Verwandter (sein Vater John Adams) bereits dieses Amt bekleidet hatte. Weil bei der Präsidentschaftswahl keiner der vier Kandidaten von derselben Partei die Mehrheit im Electoral College erhalten hatte, entschied das Repräsentantenhaus kontrovers die Wahl des Präsidenten. Sein unterlegener Gegner Andrew Jackson bezichtigte Adams der Korruption und wurde danach zu seinem Intimfeind; die Demokratisch-Republikanische Partei wurde gespalten und teilte sich in Adams Verbündete, die zukünftigen National-Republikaner, und diejenigen Jacksons auf. Adams musste Vergleiche mit seinem für seine angebliche Britenfreundlichkeit und autoritäre Haltung schon zu dessen Amtszeit kritisierten Vater ertragen. Seine Amtszeit war glück- und glanzlos. Einzig die Pläne für eine weitere transkontinentale Ausbreitung der Staaten mit Kanal- (Eriekanal und Illinois Waterway) und Eisenbahnprojekten (Baltimore and Ohio Railroad) waren bedeutende präsidiale Leistungen. | John Q. Adams war der erste Präsident, dessen direkter Verwandter (sein Vater John Adams) bereits dieses Amt bekleidet hatte. Weil bei der Präsidentschaftswahl keiner der vier Kandidaten von derselben Partei die Mehrheit im Electoral College erhalten hatte, entschied das Repräsentantenhaus kontrovers die Wahl des Präsidenten. Sein unterlegener Gegner Andrew Jackson bezichtigte Adams der Korruption und wurde danach zu seinem Intimfeind; die Demokratisch-Republikanische Partei wurde gespalten und teilte sich in Adams Verbündete, die zukünftigen National-Republikaner, und diejenigen Jacksons auf. Adams musste Vergleiche mit seinem für seine angebliche Britenfreundlichkeit und autoritäre Haltung schon zu dessen Amtszeit kritisierten Vater ertragen. Seine Amtszeit war glück- und glanzlos. Einzig die Pläne für eine weitere transkontinentale Ausbreitung der Staaten mit Kanal- (Eriekanal und Illinois Waterway) und Eisenbahnprojekten (Baltimore and Ohio Railroad) waren bedeutende präsidiale Leistungen. | John Q. Adams war der erste Präsident, dessen direkter Verwandter (sein Vater John Adams) bereits dieses Amt bekleidet hatte. Weil bei der Präsidentschaftswahl keiner der vier Kandidaten von derselben Partei die Mehrheit im Electoral College erhalten hatte, entschied das Repräsentantenhaus kontrovers die Wahl des Präsidenten. Sein unterlegener Gegner Andrew Jackson bezichtigte Adams der Korruption und wurde danach zu seinem Intimfeind; die Demokratisch-Republikanische Partei wurde gespalten und teilte sich in Adams Verbündete, die zukünftigen National-Republikaner, und diejenigen Jacksons auf. Adams musste Vergleiche mit seinem für seine angebliche Britenfreundlichkeit und autoritäre Haltung schon zu dessen Amtszeit kritisierten Vater ertragen. Seine Amtszeit war glück- und glanzlos. Einzig die Pläne für eine weitere transkontinentale Ausbreitung der Staaten mit Kanal- (Eriekanal und Illinois Waterway) und Eisenbahnprojekten (Baltimore and Ohio Railroad) waren bedeutende präsidiale Leistungen. | John Q. Adams war der erste Präsident, dessen direkter Verwandter (sein Vater John Adams) bereits dieses Amt bekleidet hatte. Weil bei der Präsidentschaftswahl keiner der vier Kandidaten von derselben Partei die Mehrheit im Electoral College erhalten hatte, entschied das Repräsentantenhaus kontrovers die Wahl des Präsidenten. Sein unterlegener Gegner Andrew Jackson bezichtigte Adams der Korruption und wurde danach zu seinem Intimfeind; die Demokratisch-Republikanische Partei wurde gespalten und teilte sich in Adams Verbündete, die zukünftigen National-Republikaner, und diejenigen Jacksons auf. Adams musste Vergleiche mit seinem für seine angebliche Britenfreundlichkeit und autoritäre Haltung schon zu dessen Amtszeit kritisierten Vater ertragen. Seine Amtszeit war glück- und glanzlos. Einzig die Pläne für eine weitere transkontinentale Ausbreitung der Staaten mit Kanal- (Eriekanal und Illinois Waterway) und Eisenbahnprojekten (Baltimore and Ohio Railroad) waren bedeutende präsidiale Leistungen. | |               |
| 7    | | Andrew Jackson (1767–1845) | Demokr. | 4. März 1829 4. März 1837 | 11. | John C. Calhoun |               |
| 7    | nicht besetzt (zurückgetreten) | Andrew Jackson (1767–1845) | Demokr. | 4. März 1829 4. März 1837 | 11. | |               |
| 7    | 12. | Andrew Jackson (1767–1845) | Demokr. | 4. März 1829 4. März 1837 | Martin Van Buren | |               |
| 7    | Nach Jacksons Niederlage gegen Adams bildeten seine Anhänger die Demokratisch-Republikanische Partei mit Hilfe von Martin Van Buren zu einer straff organisierten Großpartei um und begründeten damit die heutige Demokratische Partei. Jackson gilt als der erste „Volkspräsident“, weil er zum einen als erster nicht mehr zu den Gründervätern gehörte und aus schlichten Verhältnissen stammte und zum anderen seine Popularität bei den einfachen Wählern enorm groß war. Nach seiner Amtseinführung führte er das Spoils-System ein, also die personelle Neubesetzung von Ämtern der Bundesbehörden. Unter Jacksons Präsidentschaft wurde erstmals der Gegensatz zwischen Nord- und Südstaaten deutlich sichtbar: die Nullifikationskrise sorgte für ernste Meinungsverschiedenheiten, da die Staatengruppen ihren jeweiligen Interessen entsprechend eine entgegengesetzte Zoll- und Wirtschaftspolitik befürworteten. Bereits zu dieser Zeit musste ein Sezessionsversuch South Carolinas abgewehrt werden, allerdings wollte sich damals noch kein anderer Südstaat anschließen. Der entstehende Abolitionismus trieb den Konflikt weiter an. Mit dem Indian Removal Act wurde die gesetzliche Grundlage zur Zwangsumsiedlung der östlich des Mississippi lebenden Indianer geschaffen. Sein Veto gegen die Verlängerung der Charta der Zentralbank und besonders seine Rede zu dessen Begründung zählen zu den Höhepunkten amerikanisch-demokratischer Tradition. Er wurde 1832 als erster Präsident nach Abschaffung des Zensuswahlrechts gewählt. | | | | | |               |
| 8    | | Martin Van Buren (1782–1862) | Demokr. | 4. März 1837 4. März 1841 | 13. | Richard Johnson |               |
| 8    | Martin Van Buren war der erste Präsident, der als US-amerikanischer Staatsbürger geboren wurde. Außerdem war er der bislang einzige Präsident, dessen Muttersprache nicht Englisch, sondern Niederländisch war. Bis zur Wahl von George Bush sollte er für lange Zeit der vorerst letzte Präsident bleiben, der aus dem Amt des Vizepräsidenten heraus zum amerikanischen Staatsoberhaupt gewählt wurde. Die Caroline/McLeod-Affäre führte zu einer erneuten bewaffneten Auseinandersetzung mit Großbritannien. Die auf Basis des noch einmal verschärften Indian Removal Acts erfolgte Zwangsumsiedlung der Indianer des Südostens in das Indianerterritorium geriet zum organisatorischen Desaster und damit zu einer humanitären Katastrophe: auf dem Pfad der Tränen starben bei einer der Zwangsumsiedlungen ca. 4.000 der 10.000 Cherokee und deren Sklaven, weitere zwangsweise Umsiedlungen führten zum 2. Seminolenkrieg. Die Wirtschaftskrise von 1837 war eine der schwersten in der Geschichte der USA und ein wichtiger Grund für seine Abwahl nach einer Amtsperiode. | | | | | |               |
| 9    | | William Henry Harrison † (1773–1841) | Whig | 4. März 1841 4. April 1841 | 14. | John Tyler |               |
| 9    | Harrison war der erste Präsident der Whig Party, die sich nach John Quincy Adams und Henry Clays Wahlniederlagen aus den National-Republikanern und weiteren Gruppen wie ehemaligen Föderalisten als gemeinsamer Gegner für die seit Thomas Jefferson dominierenden Demokraten gebildet hatte. Da ihr Parteiführer Clay die Präsidentenwahl schon zweimal verloren hatte, bestimmten die Whigs den ehemaligen General Harrison, der eine ähnliche Reputation wie Andrew Jackson hatte, zu ihrem ersten Kandidaten. Dazu forderten sie von ihm vorher die Zustimmung zu einigen der Politik der Demokraten entgegengesetzten Gesetzesvorhaben ein, wie zum Beispiel die erneute Schaffung einer Nationalbank, das große Ziel der Whigs. Durch eine Lungenentzündung – erlitten nach der trotz schlechten Wetters gehaltenen, bis heute längsten Amtseinführungsrede – war Harrison jedoch der erste US-Präsident, der während seiner Zeit im Amt verstarb und durch den amtierenden Vizepräsidenten ersetzt wurde. Mit einem Monat war diese Präsidentschaft die kürzeste der US-Geschichte. Sein Enkel Benjamin Harrison war von 1889 bis 1893 der 23. US-Präsident. | | | | | |               |
|      | | John Tyler ↑ (1790–1862) | Whig (bis Sept. 1841) parteilos | 4. April 1841 4. März 1845 | 14. | nicht besetzt (aufgerückt) |               |
| 10 0 | Ursprünglich nur zur Sicherung von Stimmen aus dem Süden eingeplant, wurde Tyler der erste Vizepräsident, der durch den Tod des gewählten Präsidenten in das Amt aufrückte. Während seiner Amtszeit war es umstritten, ob er als vollwertiger oder nur Acting President anzusehen sei. Er vertrat jedoch vehement seinen Anspruch auf die Position als vollwertiger Präsident, womit die Amtsübernahme als Präzedenzfall für alle weiteren nachgerückten Vizepräsidenten gilt. In der Verfassung wurde das Nachrücken ins Präsidentenamt erst 1967 durch den 25. Zusatzartikel kodifiziert. Auch in seiner politischen Agenda zeigte der frühere Demokrat eine klare eigene Linie, wies die mit Harrison vereinbarten Pläne zurück und entließ fast alle bisherigen Minister. Gegen die Neugründung der Nationalbank und zahlreiche Gesetzesvorhaben legte er sein Veto ein und wurde deshalb bald aus seiner Partei ausgeschlossen, woraufhin er teilweise mit den Demokraten zusammenarbeitete. Außenpolitisch wurde mit dem Webster-Ashburton-Treaty der jahrzehntelange Grenzstreit mit Kanada beigelegt und der zweite Seminolenkrieg beendet. Eine Wiederwahl 1844 mithilfe einer demokratischen Splittergruppe, die seine Bemühungen zur Expansion teilte, war faktisch nicht möglich. Er unterstützte deshalb die Nominierung des späteren Präsidenten James K. Polk, der sich parteiintern gegen den ehemaligen Präsidenten und Expansionsgegner Van Buren als Kandidat der Demokraten durchsetzte. In den letzten Tagen seiner Amtszeit ratifizierte Tyler in Erwartung von Polks Expansionspolitik noch die Aufnahme von Texas und Florida in die Union. | Ursprünglich nur zur Sicherung von Stimmen aus dem Süden eingeplant, wurde Tyler der erste Vizepräsident, der durch den Tod des gewählten Präsidenten in das Amt aufrückte. Während seiner Amtszeit war es umstritten, ob er als vollwertiger oder nur Acting President anzusehen sei. Er vertrat jedoch vehement seinen Anspruch auf die Position als vollwertiger Präsident, womit die Amtsübernahme als Präzedenzfall für alle weiteren nachgerückten Vizepräsidenten gilt. In der Verfassung wurde das Nachrücken ins Präsidentenamt erst 1967 durch den 25. Zusatzartikel kodifiziert. Auch in seiner politischen Agenda zeigte der frühere Demokrat eine klare eigene Linie, wies die mit Harrison vereinbarten Pläne zurück und entließ fast alle bisherigen Minister. Gegen die Neugründung der Nationalbank und zahlreiche Gesetzesvorhaben legte er sein Veto ein und wurde deshalb bald aus seiner Partei ausgeschlossen, woraufhin er teilweise mit den Demokraten zusammenarbeitete. Außenpolitisch wurde mit dem Webster-Ashburton-Treaty der jahrzehntelange Grenzstreit mit Kanada beigelegt und der zweite Seminolenkrieg beendet. Eine Wiederwahl 1844 mithilfe einer demokratischen Splittergruppe, die seine Bemühungen zur Expansion teilte, war faktisch nicht möglich. Er unterstützte deshalb die Nominierung des späteren Präsidenten James K. Polk, der sich parteiintern gegen den ehemaligen Präsidenten und Expansionsgegner Van Buren als Kandidat der Demokraten durchsetzte. In den letzten Tagen seiner Amtszeit ratifizierte Tyler in Erwartung von Polks Expansionspolitik noch die Aufnahme von Texas und Florida in die Union. | Ursprünglich nur zur Sicherung von Stimmen aus dem Süden eingeplant, wurde Tyler der erste Vizepräsident, der durch den Tod des gewählten Präsidenten in das Amt aufrückte. Während seiner Amtszeit war es umstritten, ob er als vollwertiger oder nur Acting President anzusehen sei. Er vertrat jedoch vehement seinen Anspruch auf die Position als vollwertiger Präsident, womit die Amtsübernahme als Präzedenzfall für alle weiteren nachgerückten Vizepräsidenten gilt. In der Verfassung wurde das Nachrücken ins Präsidentenamt erst 1967 durch den 25. Zusatzartikel kodifiziert. Auch in seiner politischen Agenda zeigte der frühere Demokrat eine klare eigene Linie, wies die mit Harrison vereinbarten Pläne zurück und entließ fast alle bisherigen Minister. Gegen die Neugründung der Nationalbank und zahlreiche Gesetzesvorhaben legte er sein Veto ein und wurde deshalb bald aus seiner Partei ausgeschlossen, woraufhin er teilweise mit den Demokraten zusammenarbeitete. Außenpolitisch wurde mit dem Webster-Ashburton-Treaty der jahrzehntelange Grenzstreit mit Kanada beigelegt und der zweite Seminolenkrieg beendet. Eine Wiederwahl 1844 mithilfe einer demokratischen Splittergruppe, die seine Bemühungen zur Expansion teilte, war faktisch nicht möglich. Er unterstützte deshalb die Nominierung des späteren Präsidenten James K. Polk, der sich parteiintern gegen den ehemaligen Präsidenten und Expansionsgegner Van Buren als Kandidat der Demokraten durchsetzte. In den letzten Tagen seiner Amtszeit ratifizierte Tyler in Erwartung von Polks Expansionspolitik noch die Aufnahme von Texas und Florida in die Union. | Ursprünglich nur zur Sicherung von Stimmen aus dem Süden eingeplant, wurde Tyler der erste Vizepräsident, der durch den Tod des gewählten Präsidenten in das Amt aufrückte. Während seiner Amtszeit war es umstritten, ob er als vollwertiger oder nur Acting President anzusehen sei. Er vertrat jedoch vehement seinen Anspruch auf die Position als vollwertiger Präsident, womit die Amtsübernahme als Präzedenzfall für alle weiteren nachgerückten Vizepräsidenten gilt. In der Verfassung wurde das Nachrücken ins Präsidentenamt erst 1967 durch den 25. Zusatzartikel kodifiziert. Auch in seiner politischen Agenda zeigte der frühere Demokrat eine klare eigene Linie, wies die mit Harrison vereinbarten Pläne zurück und entließ fast alle bisherigen Minister. Gegen die Neugründung der Nationalbank und zahlreiche Gesetzesvorhaben legte er sein Veto ein und wurde deshalb bald aus seiner Partei ausgeschlossen, woraufhin er teilweise mit den Demokraten zusammenarbeitete. Außenpolitisch wurde mit dem Webster-Ashburton-Treaty der jahrzehntelange Grenzstreit mit Kanada beigelegt und der zweite Seminolenkrieg beendet. Eine Wiederwahl 1844 mithilfe einer demokratischen Splittergruppe, die seine Bemühungen zur Expansion teilte, war faktisch nicht möglich. Er unterstützte deshalb die Nominierung des späteren Präsidenten James K. Polk, der sich parteiintern gegen den ehemaligen Präsidenten und Expansionsgegner Van Buren als Kandidat der Demokraten durchsetzte. In den letzten Tagen seiner Amtszeit ratifizierte Tyler in Erwartung von Polks Expansionspolitik noch die Aufnahme von Texas und Florida in die Union. | Ursprünglich nur zur Sicherung von Stimmen aus dem Süden eingeplant, wurde Tyler der erste Vizepräsident, der durch den Tod des gewählten Präsidenten in das Amt aufrückte. Während seiner Amtszeit war es umstritten, ob er als vollwertiger oder nur Acting President anzusehen sei. Er vertrat jedoch vehement seinen Anspruch auf die Position als vollwertiger Präsident, womit die Amtsübernahme als Präzedenzfall für alle weiteren nachgerückten Vizepräsidenten gilt. In der Verfassung wurde das Nachrücken ins Präsidentenamt erst 1967 durch den 25. Zusatzartikel kodifiziert. Auch in seiner politischen Agenda zeigte der frühere Demokrat eine klare eigene Linie, wies die mit Harrison vereinbarten Pläne zurück und entließ fast alle bisherigen Minister. Gegen die Neugründung der Nationalbank und zahlreiche Gesetzesvorhaben legte er sein Veto ein und wurde deshalb bald aus seiner Partei ausgeschlossen, woraufhin er teilweise mit den Demokraten zusammenarbeitete. Außenpolitisch wurde mit dem Webster-Ashburton-Treaty der jahrzehntelange Grenzstreit mit Kanada beigelegt und der zweite Seminolenkrieg beendet. Eine Wiederwahl 1844 mithilfe einer demokratischen Splittergruppe, die seine Bemühungen zur Expansion teilte, war faktisch nicht möglich. Er unterstützte deshalb die Nominierung des späteren Präsidenten James K. Polk, der sich parteiintern gegen den ehemaligen Präsidenten und Expansionsgegner Van Buren als Kandidat der Demokraten durchsetzte. In den letzten Tagen seiner Amtszeit ratifizierte Tyler in Erwartung von Polks Expansionspolitik noch die Aufnahme von Texas und Florida in die Union. | Ursprünglich nur zur Sicherung von Stimmen aus dem Süden eingeplant, wurde Tyler der erste Vizepräsident, der durch den Tod des gewählten Präsidenten in das Amt aufrückte. Während seiner Amtszeit war es umstritten, ob er als vollwertiger oder nur Acting President anzusehen sei. Er vertrat jedoch vehement seinen Anspruch auf die Position als vollwertiger Präsident, womit die Amtsübernahme als Präzedenzfall für alle weiteren nachgerückten Vizepräsidenten gilt. In der Verfassung wurde das Nachrücken ins Präsidentenamt erst 1967 durch den 25. Zusatzartikel kodifiziert. Auch in seiner politischen Agenda zeigte der frühere Demokrat eine klare eigene Linie, wies die mit Harrison vereinbarten Pläne zurück und entließ fast alle bisherigen Minister. Gegen die Neugründung der Nationalbank und zahlreiche Gesetzesvorhaben legte er sein Veto ein und wurde deshalb bald aus seiner Partei ausgeschlossen, woraufhin er teilweise mit den Demokraten zusammenarbeitete. Außenpolitisch wurde mit dem Webster-Ashburton-Treaty der jahrzehntelange Grenzstreit mit Kanada beigelegt und der zweite Seminolenkrieg beendet. Eine Wiederwahl 1844 mithilfe einer demokratischen Splittergruppe, die seine Bemühungen zur Expansion teilte, war faktisch nicht möglich. Er unterstützte deshalb die Nominierung des späteren Präsidenten James K. Polk, der sich parteiintern gegen den ehemaligen Präsidenten und Expansionsgegner Van Buren als Kandidat der Demokraten durchsetzte. In den letzten Tagen seiner Amtszeit ratifizierte Tyler in Erwartung von Polks Expansionspolitik noch die Aufnahme von Texas und Florida in die Union. |               |
| 11   | | James K. Polk (1795–1849) | Demokr. | 4. März 1845 4. März 1849 | 15. | George M. Dallas |               |
| 11   | Die Wahl des Außenseiters Polk zum demokratischen Kandidaten anstelle von Martin Van Buren hatte bedeutende Auswirkungen auf die amerikanische Geschichte. Die Annexion von Texas, die den bislang flächenmäßig größten Staat dem Bund zuführte, verbunden mit dem Glauben an den „göttlichen Auftrag zur Expansion“, führte zum Mexikanischen Krieg. Nach dem Sieg über Mexiko regelte der Vertrag von Guadalupe Hidalgo die Landnahme des gesamten heutigen Südwestens. Der Oregon-Kompromiss mit Großbritannien legte die Grenze mit Kanada auf den 49. Breitengrad fest. Wirtschaftspolitisch versuchte er den Ausgleich zwischen den gegenläufigen Interessen zu wahren: die Einfuhrzölle wurden drastisch gesenkt, was einer Forderung der Südstaaten entsprach, es wurde aber auch wieder eine unabhängige staatsbankähnliche Treasury eingeführt, was den Interessen des Nordens entgegenkam. Am Ende seiner Amtsperiode verzichtete Polk als erster Präsident freiwillig auf eine zweite Amtszeit. | | | | | |               |
| 12   | | Zachary Taylor † (1784–1850) | Whig | 4. März 1849 9. Juli 1850 | 16. | Millard Fillmore |               |
| 12   | Taylor, der nie zuvor ein politisches Amt bekleidet hatte, verdankte seine Wahl in erster Linie seiner erfolgreichen militärischen Laufbahn. In den 16 Monaten seiner Regierung verschärfte sich der Disput über die Sklaverei zwischen Nord- und Südstaaten. Obwohl selbst Sklavenbesitzer, sprach er sich vehement gegen eine weitere Ausweitung der Sklaverei in den neu gewonnenen Westgebieten aus. Damals bereits aufkommenden Sezessionsdrohungen begegnete er mit der Ankündigung, er persönlich würde die Truppen gegen eine solche Rebellion anführen. Der Beginn des Goldrauschs im soeben gewonnenen Gebiet von Kalifornien fiel in seine Amtszeit. Taylor war der zweite Präsident, der während seiner Amtszeit starb. | | | | | |               |
| 13   | | Millard Fillmore ↑ (1800–1874) | Whig | 9. Juli 1850 4. März 1853 | 16. | nicht besetzt (aufgerückt) |               |
| 13   | Taylors Tod und der Aufnahmeantrag Kaliforniens als sklavenfreier Bundesstaat 1850 entschärfte den Konflikt um die Gestaltung des Südwestens. Der auch von Fillmore mitgetragene Kompromiss von 1850 als friedlicher Ausgleich zwischen den Interessen der sklavenhaltenden Südstaaten und des freien Nordens verhinderte vorerst die sich abzeichnende Sezession. Allerdings war der Teil des Kompromisses, der eine effizientere Rückführung entflohener Sklaven vorsah (Fugitive Slave Act), im Norden unpopulär, was mit dazu beitrug, dass Fillmore für die Präsidentschaftswahl 1852 von seiner Partei nicht zur Wiederwahl nominiert wurde. Ein weiterer Anlauf für die Präsidentschaft 1856 als Kandidat der Know-Nothing Party blieb ebenfalls erfolglos. Ein wesentlicher außenpolitischer Erfolg war die Expedition von Matthew Perry, mit der Japan zu einer Öffnung des Landes gezwungen wurde. | | | | | |               |
| 14   | | Franklin Pierce (1804–1869) | Demokr. | 4. März 1853 4. März 1857 | 17. | William R. King |               |
| 14   | nicht besetzt (verstorben) | Franklin Pierce (1804–1869) | Demokr. | 4. März 1853 4. März 1857 | 17. | |               |
| 14   | Unter Pierce’ Präsidentschaft erfolgte in der Sklavenfrage eine weitere Zuspitzung, die wesentlich vom Kansas-Nebraska Act ausgelöst wurde. Dies führte beinahe zum Bürgerkrieg zwischen Gegnern und Anhängern der Sklaverei („Bleeding Kansas“). Neben dem erfolgreich verlaufenen Gadsden-Kauf, mit dem Teilgebiete von Arizona und New Mexico erworben wurden (der letzte Landgewinn im zusammenhängen Hauptgebiet der USA), und dem misslungenen Plan, Kuba zu kaufen oder gewaltsam zu erobern, war die Amtszeit vor allem durch persönliche Probleme gekennzeichnet. Eine versuchte Wiederwahl scheiterte bereits an der verwehrten Nominierung durch seine Partei. | | | | | |               |
| 15   | | James Buchanan (1791–1868) | Demokr. | 4. März 1857 4. März 1861 | 18. | John C. Breckinridge |               |
| 15   | Buchanan war Diplomat und Außenpolitiker, er diente als Botschafter in London und St. Petersburg, vor allem aber war er Secretary of State in der außenpolitisch erfolgreichen Regierung Polk. Seine Präsidentschaft fiel aber in eine Zeit, in der die innenpolitischen Probleme bereits alles überschatteten. Die wirtschaftliche Krise von 1857 schwächte die gesamte Weltwirtschaft. Nach dem Dred-Scott-Urteil stand es jedem Bundesstaat frei, über die Sklaverei zu entscheiden, was aber (im Gegensatz zur Erwartung vieler Zeitgenossen) den Konflikt um die Sklaverei noch weiter verschärfte. Dieser führte letztlich zur Sezession der ersten Südstaaten, wobei Buchanan nichts unternahm, um diese aufzuhalten. Nach seiner Interpretation hätten zwar die Einzelstaaten kein Recht auf den Austritt aus der Union gehabt, allerdings hätte die US-Regierung auch nichts tun können, um sie davon abzuhalten. Im Jahr 1860 trat er nicht zur Wiederwahl an. Buchanan war bislang der einzige unverheiratete Präsident. | | | | | |               |

### Vom Bürgerkrieg bis zum Zweiten Weltkrieg (1861–1945)
| Nr. | Präsident (Lebensdaten) | Präsident (Lebensdaten)             | Partei  | Dauer der Präsidentschaft       | Nr. der Amtszeit           | Vizepräsident              | Vizepräsident |
| --- | --- | ----------------------------------- | ------- | ------------------------------- | -------------------------- | -------------------------- | ------------- |
| 16  | | Abraham Lincoln ‡ (1809–1865)       | Rep.    | 4. März 1861 15. April 1865     | 19.                        | Hannibal Hamlin            |               |
| 16  | 20. | Abraham Lincoln ‡ (1809–1865)       | Rep.    | 4. März 1861 15. April 1865     | Andrew Johnson             |                            |               |
| 16  | Die Wahl Lincolns, des ersten Republikaners, zum US-Präsidenten löste den Bürgerkrieg mit den Konföderierten Staaten von Amerika (unter Präsident Jefferson Davis) aus, der seine gesamte Amtszeit prägte. Nach der Sezession von elf sklavenhaltenden Südstaaten führte Lincoln die Nordstaaten zum Sieg und setzte die Wiederherstellung der Union sowie den 13. Zusatzartikel zur Verfassung durch, mit dem die Sklaverei in den Vereinigten Staaten abgeschafft wurde. Kurz nach Antritt seiner zweiten Amtszeit und der Kapitulation von Appomattox im Frühjahr 1865 wurde er von dem Schauspieler John Wilkes Booth, einem fanatischen Südstaaten-Sympathisanten, während einer Theatervorstellung erschossen. Er war der erste US-Präsident, der Opfer eines Mordanschlags wurde. Seine Präsidentschaft gilt als eine der bedeutendsten in der US-Geschichte, da Lincoln nicht nur die Spaltung der Vereinigten Staaten verhinderte und die Sklaverei abschaffte, sondern das Land auch auf den Weg zu einem modernen, zentral geführten Industriestaat brachte. Die Durchsetzung gleicher Bürgerrechte für die Afroamerikaner, die nach der Sklavenbefreiung auf der Tagesordnung stand, blieb nach seinem Tod jedoch für ein weiteres Jahrhundert, bis zur Amtszeit von Lyndon B. Johnson, weitestgehend ungelöst. |                                     |         |                                 |                            |                            |               |
| 17  | | Andrew Johnson ↑ (1808–1875)        | Demokr. | 15. April 1865 4. März 1869     | 20.                        | nicht besetzt (aufgerückt) |               |
| 17  | Andrew Johnson war vor der Wahl von 1864 als Kandidat für die Vizepräsidentschaft ausgewählt worden, da Präsident Lincoln sich gegenüber den Südstaaten versöhnlich zeigen wollte. Denn Johnson, mit dem er im Rahmen der National Union Party antrat, war Demokrat und stammte aus dem Süden, hatte die Sezession jedoch abgelehnt. Im April 1865, nach nur einem Monat im Amt des Vizepräsidenten, wurde Johnson infolge von Lincolns Ermordung als neuer Präsident vereidigt. Seine Hauptaufgabe nach dem Bürgerkrieg bestand in der Reconstruction, der gesellschaftlichen und ökonomischen Wiedereingliederung der Südstaaten in die Union. Diese wurde jedoch erschwert durch erhebliche Differenzen zwischen dem Präsidenten und dem Kongress. Johnson betrieb eine Politik der möglichst schnellen Wiedereingliederung des Südens unter milden Bedingungen. Er legte gegen mehrere Gesetze sein Veto ein, auch gegen solche, die die Verbesserung von Lebensbedingungen von Schwarzen vorsahen. Häufig überstimmte der Kongress ihn jedoch mit der erforderlichen Zweidrittelmehrheit in beiden Kammern. Infolge dieser Differenzen kam es im Frühjahr 1868 zum ersten Amtsenthebungsverfahren der US-Geschichte, wobei dem Präsidenten insbesondere die Verletzung des umstrittenen Tenure of Office Act zur Last gelegt wurde. Vor der Amtsenthebung durch den Senat bewahrte ihn jedoch eine fehlende Stimme. Ein bleibendes Ergebnis von Johnsons Amtszeit war der Ankauf Alaskas von Russland, der aber seinerzeit ebenfalls höchst umstritten war. |                                     |         |                                 |                            |                            |               |
| 18  | | Ulysses S. Grant (1822–1885)        | Rep.    | 4. März 1869 4. März 1877       | 21.                        | Schuyler Colfax            |               |
| 18  | 22. | Ulysses S. Grant (1822–1885)        | Rep.    | 4. März 1869 4. März 1877       | Henry Wilson               |                            |               |
| 18  | 22. | Ulysses S. Grant (1822–1885)        | Rep.    | 4. März 1869 4. März 1877       | nicht besetzt (verstorben) |                            |               |
| 18  | Ulysses S. Grant, der ehemalige Oberbefehlshaber der Unionsarmeen im Bürgerkrieg führte die Reconstruction im Süden fort, wurde aber bei seinen Versuchen, den Afroamerikanern mehr Rechte zu verschaffen, durch starke innenpolitische Widerstände in den Südstaaten ausgebremst. Auch seine Indianerpolitik war ambivalent: Einerseits ernannte er mit Ely Samuel Parker erstmals einen Indigenen zum Kommissar für indianische Angelegenheiten, andererseits fielen in seine Amtszeit einige blutige Konflikte wie die Schlacht am Little Bighorn. Persönlich integer, wurde seine Präsidentschaft jedoch durch zahlreiche Korruptionsskandale seiner Mitarbeiter (Whiskey Ring, Jay Gould und William W. Belknap) überschattet. Sie bleibt aber auch wegen der Gründung des Yellowstone-Nationalparks, des ersten seiner Art, in Erinnerung. Eine von ihm angestrebte dritte Amtszeit im Jahr 1880 verweigerte ihm die Republikanische Partei mit Verweis auf das Vorbild George Washington. |                                     |         |                                 |                            |                            |               |
| 19  | | Rutherford B. Hayes (1822–1893)     | Rep.    | 4. März 1877 4. März 1881       | 23.                        | William A. Wheeler         |               |
| 19  | Die Präsidentschaftswahlen von 1876 waren von erheblichen Unregelmäßigkeiten gekennzeichnet. Erstmals gewann ein Kandidat, Rutherford B. Hayes, zwar die meisten Stimmen im Electoral College, nicht jedoch die der Bevölkerungsmehrheit. Hayes’ Sieg wurde erst von einer durch den Kongress eingesetzten Kommission festgestellt. Als Kompromiss gestand er den Demokraten zu, die Politik der Reconstruction zu beenden und die letzten nordstaatlichen Besatzungstruppen aus dem Süden abzuziehen. Seine Amtszeit wird oft als Beginn des Gilded Age gesehen, einer äußerlich glanzvollen aber von weit verbreiteter Korruption gekennzeichneten Periode des wirtschaftlichen Aufschwungs im letzten Viertel des 19. Jahrhunderts. Einer Wiederwahl im Jahr 1880 stellte er sich nicht. |                                     |         |                                 |                            |                            |               |
| 20  | | James A. Garfield ‡ (1831–1881)     | Rep.    | 4. März 1881 19. September 1881 | 24.                        | Chester A. Arthur          |               |
| 20  | Garfield wollte die Erneuerung des korrumpierten Staates, was ihm jedoch zum Verhängnis wurde. Nachdem er dem Geisteskranken Charles J. Guiteau eine Regierungsstelle verweigert hatte, schoss dieser auf den Präsidenten, der seinen Verletzungen zweieinhalb Monate später erlag. |                                     |         |                                 |                            |                            |               |
| 21  | | Chester A. Arthur ↑ (1829–1886)     | Rep.    | 19. September 1881 4. März 1885 | 24.                        | nicht besetzt (aufgerückt) |               |
| 21  | Arthur leitete Reformen im Öffentlichen Dienst ein, um die ausufernde Korruption einzudämmen. Während seiner Amtszeit wurden außerdem die US-Seestreitkräfte neu aufgestellt. Ansonsten war seine Zeit im Weißen Haus recht ereignislos. Für die Präsidentschaftswahl 1884 wurde er von seiner Partei nicht als Kandidat aufgestellt. |                                     |         |                                 |                            |                            |               |
| 22  | | Grover Cleveland (1837–1908)        | Demokr. | 4. März 1885 4. März 1889       | 25.                        | Thomas Hendricks           |               |
| 22  | nicht besetzt (verstorben) | Grover Cleveland (1837–1908)        | Demokr. | 4. März 1885 4. März 1889       | 25.                        |                            |               |
| 22  | Er war seit der Wahl von 1856 der erste Demokrat, der direkt in das Präsidentenamt gewählt wurde, und somit auch der erste seit dem amerikanischen Bürgerkrieg. In seiner ersten Amtszeit wurde 1886 die Freiheitsstatue eingeweiht. Cleveland war der erste und bislang einzige Präsident, der im Weißen Haus heiratete. 1886 kam es zu großem Aufsehen, als er mit 49 Jahren die 21-jährige Frances Folsom ehelichte. |                                     |         |                                 |                            |                            |               |
| 23  | | Benjamin Harrison (1833–1901)       | Rep.    | 4. März 1889 4. März 1893       | 26.                        | Levi P. Morton             |               |
| 23  | Unter seiner Präsidentschaft wurden Gesetze zur Regulierung der Wirtschaft verabschiedet, wie der protektionistische McKinley Tariff und der Sherman Antitrust Act, der die Bildung von Kartellen und Monopolen einschränken sollte. Erstmals überschritten die jährlichen Ausgaben des Staates die Milliardenschwelle. Mit den „Land Runs“ in Oklahoma ab 1889 verschwand die Besiedlungsgrenze (Frontier) endgültig. Harrison war der einzige Präsident, der Enkel eines anderen Präsidenten war. Sein Großvater William Henry Harrison war der 9. Präsident der USA. |                                     |         |                                 |                            |                            |               |
| 24  | | Grover Cleveland (1837–1908)        | Demokr. | 4. März 1893 4. März 1897       | 27.                        | Adlai E. Stevenson         |               |
| 24  | Cleveland war der erste Präsident, der nach einer Unterbrechung erneut in das Amt gewählt wurde. In seine zweite Amtszeit fielen die Weltausstellung in Chicago und mit dem Pullman-Streik der bis dato größte Arbeiterprotest der amerikanischen Geschichte. |                                     |         |                                 |                            |                            |               |
| 25  | | William McKinley ‡ (1843–1901)      | Rep.    | 4. März 1897 14. September 1901 | 28.                        | Garret Hobart              |               |
| 25  | nicht besetzt (verstorben) | William McKinley ‡ (1843–1901)      | Rep.    | 4. März 1897 14. September 1901 | 28.                        |                            |               |
| 25  | 29. | William McKinley ‡ (1843–1901)      | Rep.    | 4. März 1897 14. September 1901 | Theodore Roosevelt         |                            |               |
| 25  | McKinleys Präsidentschaft brachte vor allem auf außenpolitischem Gebiet eine wichtige Wende, es wurde erstmals über den nordamerikanischen Kontinent hinausgegriffen, die USA reihten sich unter die imperialistischen Mächte ein. Der Spanisch-Amerikanische Krieg endete mit der Besetzung der spanischen Kolonien (Kuba, Puerto Rico und Philippinen, letztere auch im Philippinisch-Amerikanischen Krieg). Ebenso wurde die Annexion von Hawaii betrieben. Er erhöhte die Schutzzölle und betrieb eine Politik, die auf der Laissez-faire-Theorie beruhte. Ein halbes Jahr nach Beginn der zweiten Amtszeit wurde er von Leon Czolgosz erschossen. |                                     |         |                                 |                            |                            |               |
| 26  | | Theodore Roosevelt ↑ (1858–1919)    | Rep.    | 14. September 1901 4. März 1909 | 29.                        | nicht besetzt (aufgerückt) |               |
| 26  | 30. | Theodore Roosevelt ↑ (1858–1919)    | Rep.    | 14. September 1901 4. März 1909 | Charles W. Fairbanks       |                            |               |
| 26  | Innen- und außenpolitisch war der Präsident um den Ausgleich verschiedener Interessen bemüht: Roosevelt setzte sich für die Machtbeschränkung der Kartelle ein, empfing mit Booker Washington offiziell den ersten Afroamerikaner im Weißen Haus und gründete zum Schutz der Natur eine Reihe von Nationalparks. Er erhielt als erster Präsident den Friedensnobelpreis für seine Vermittlung im Russisch-Japanischen Krieg. Während seiner ersten Amtszeit wurde der für den Weiterbau des Panamakanals entscheidende Hay-Bunau-Varilla-Vertrag abgeschlossen. Er gilt als prägender Präsident der von Sozialreformen gekennzeichneten Progressive Era. |                                     |         |                                 |                            |                            |               |
| 27  | | William Howard Taft (1857–1930)     | Rep.    | 4. März 1909 4. März 1913       | 31.                        | James S. Sherman           |               |
| 27  | nicht besetzt (verstorben) | William Howard Taft (1857–1930)     | Rep.    | 4. März 1909 4. März 1913       | 31.                        |                            |               |
| 27  | Taft bemühte sich, die von seinem Vorgänger eingeleiteten Reformen zu konsolidieren. Dabei geriet er in einen innerparteilichen Konflikt zwischen verschiedenen Interessensgemeinschaften. Außenpolitisch setzte er den Kurs der Dollar-Diplomatie fort. Als einziger Präsident wurde er später Oberster Richter (Chief Justice) der USA. |                                     |         |                                 |                            |                            |               |
| 28  | | Woodrow Wilson (1856–1924)          | Demokr. | 4. März 1913 4. März 1921       | 32.                        | Thomas Riley Marshall      |               |
| 28  | 33. | Woodrow Wilson (1856–1924)          | Demokr. | 4. März 1913 4. März 1921       |                            | Thomas Riley Marshall      |               |
| 28  | Wilson gründete im Zuge sozialreformerischer Politik die Bundeshandelskommission und die US-Zentralbank. Außenpolitisch bemühte sich Wilson zunächst um eine neutrale Position im Ersten Weltkrieg, die erst nach Ankündigung des „uneingeschränkten U-Boot-Kriegs“ und Bekanntwerden der Zimmermann-Depesche zugunsten des Kriegseintritts auf Seiten der Entente aufgegeben wurde. Für seine Bemühungen um den Völkerbund erhielt er den Friedensnobelpreis. In seine zweite Amtszeit fielen auch – gegen sein Veto – die landesweite Einführung der Alkoholprohibition sowie – mit seiner Unterstützung – die Einführung des Frauenwahlrechts. |                                     |         |                                 |                            |                            |               |
| 29  | | Warren G. Harding † (1865–1923)     | Rep.    | 4. März 1921 2. August 1923     | 34.                        | Calvin Coolidge            |               |
| 29  | In seiner nur fast 29-monatigen Zeit im Amt betrieb Harding eine Politik der Nichteinmischung in die Bereiche Wirtschaft und Soziales. Aufgrund zahlreicher Skandale, in die auch Mitglieder seiner Regierung verwickelt waren, gilt seine Präsidentschaft als wenig erfolgreich. Während einer Reise durch den Westen starb er in San Francisco vermutlich an einem Schlaganfall oder Herzinfarkt. Die Umstände seines Todes sind wegen einer auf Wunsch seiner Frau Florence ausgebliebenen Autopsie bis heute nicht endgültig geklärt. |                                     |         |                                 |                            |                            |               |
| 30  | | Calvin Coolidge ↑ (1872–1933)       | Rep.    | 2. August 1923 4. März 1929     | 34.                        | nicht besetzt (aufgerückt) |               |
| 30  | 35. | Calvin Coolidge ↑ (1872–1933)       | Rep.    | 2. August 1923 4. März 1929     | Charles Gates Dawes        |                            |               |
| 30  | Auch Coolidge war ein Verfechter des wirtschaftlichen Laissez-faire, ein Merkmal der „Roaring Twenties“. Mit dem Johnson-Reed Act wurde die Zahl der Einwanderer erstmals einer Quote unterworfen, mit der Federal Radio Commission eine Medienüberwachung installiert und mit dem Briand-Kellogg-Pakt das Verbot des Angriffskrieges völkerrechtlich verankert. |                                     |         |                                 |                            |                            |               |
| 31  | | Herbert Hoover (1874–1964)          | Rep.    | 4. März 1929 4. März 1933       | 36.                        | Charles Curtis             |               |
| 31  | Wie seine beiden republikanischen Vorgänger steht auch Hoover für eine Wirtschaftspolitik nach dem Laissez-faire-Prinzip. Der „Schwarze Donnerstag“ von 1929 war der Auftakt zur Weltwirtschaftskrise, der Hoover mit dem Hoover-Moratorium zu begegnen suchte. Da es seiner Regierung nicht gelang, die Folgen der Wirtschaftsdepression abzumildern, blieb seine Wiederwahl 1932 ein aussichtsloses Unterfangen. |                                     |         |                                 |                            |                            |               |
| 32  | | Franklin D. Roosevelt † (1882–1945) | Demokr. | 4. März 1933 12. April 1945     | 37.                        | John N. Garner             |               |
| 32  | 38. | Franklin D. Roosevelt † (1882–1945) | Demokr. | 4. März 1933 12. April 1945     |                            | John N. Garner             |               |
| 32  | 39. | Franklin D. Roosevelt † (1882–1945) | Demokr. | 4. März 1933 12. April 1945     | Henry A. Wallace           |                            |               |
| 32  | 40. | Franklin D. Roosevelt † (1882–1945) | Demokr. | 4. März 1933 12. April 1945     | Harry S. Truman            |                            |               |
| 32  | Der New Deal bündelte Wirtschafts- und Sozialreformen, und mit Hilfe der Works Progress Administration wurde die Massenarbeitslosigkeit und -armut überwunden. Außenpolitisch vertrat Roosevelt die Linie der Good Neighbor Policy und bemühte sich nach Ausbruch des Zweiten Weltkriegs, Amerika nicht zur Kriegspartei zu machen. Die Alliierten und neutrale Staaten unterstützte er mit dem Leih- und Pachtgesetz. Durch den japanischen Angriff auf Pearl Harbor wurden die USA zum Kriegseintritt gezwungen. Vielleicht wegen dieser Erfahrung trieb Franklin D. Roosevelt erheblich die Gründung der Vereinten Nationen voran. Er war der Einzige, dessen Präsidentschaft (nicht zuletzt durch die Ausnahmesituation des Zweiten Weltkrieges) länger als zwei Amtszeiten währte. Die zuvor als informelles Prinzip geltende Beschränkung wurde erst 1951 mit der Einführung des 22. Zusatzartikels zur Verfassung Gesetz. Kurz nach der Konferenz von Jalta starb Roosevelt im Alter von 63 Jahren an einer Hirnblutung. |                                     |         |                                 |                            |                            |               |

### Die Zeit nach dem Zweiten Weltkrieg bis zum Ende des Kalten Krieges (1945–1989)
| Nr. | Präsident (Lebensdaten) | Präsident (Lebensdaten)          | Partei  | Dauer der Präsidentschaft         | Nr. der Amtszeit   | Vizepräsident              | Vizepräsident |
| --- | --- | -------------------------------- | ------- | --------------------------------- | ------------------ | -------------------------- | ------------- |
| 33  | | Harry S. Truman ↑ (1884–1972)    | Demokr. | 12. April 1945 20. Januar 1953    | 40.                | nicht besetzt (aufgerückt) |               |
| 33  | 41. | Harry S. Truman ↑ (1884–1972)    | Demokr. | 12. April 1945 20. Januar 1953    | Alben W. Barkley   |                            |               |
| 33  | Truman, der erst 82 Tage vor seinem Amtsantritt zum Vizepräsidenten vereidigt worden war, sah sich unmittelbar nach seiner Amtsübernahme aufgrund von Roosevelts Tod mit zahlreichen wichtigen Ereignissen und Entscheidungen konfrontiert: Der Zweite Weltkrieg endete in Europa wenige Wochen nach seinem Amtsantritt im Mai, im Pazifik erst nach den Atombombenabwürfen auf Hiroshima und Nagasaki und der Kapitulation Japans im September 1945 endgültig. Die Anti-Hitler-Koalition zerbrach und mit der Berlin-Blockade kam es zu einem ersten größeren Konflikt im aufkeimenden Kalten Krieg. Während der Präsidentschaft von Truman begann die McCarthy-Ära, in der das Komitee für unamerikanische Umtriebe Jagd auf tatsächliche oder vermeintliche Kommunisten machte. 1950 ordnete er die militärische Intervention im Koreakrieg an, in dem die USA dem antikommunistischen Süden zu Hilfe kamen, der vom Norden angegriffen worden war. 1953 wurde kurze Zeit nach seinem Ausscheiden ein Waffenstillstand vereinbart, der quasi den Vorkriegszustand wiederherstellte und noch bis heute gilt. Innenpolitisch bemühte sich Truman unter dem Schlagwort Fair Deal (in Anlehnung an den New Deal seines Vorgängers Franklin D. Roosevelt) um soziale Reformen vor allem im Gesundheitswesen, doch wurden seine Vorstöße nur bedingt durch den Kongress angenommen. Das Problem der ungleichen Rechte von Afroamerikanern rückte durch seine kontrovers diskutierte präsidiale Anordnung, die Rassentrennung im Militär zu beenden, erstmals in den öffentlichen Blickpunkt. 1952 verzichtete er auf eine erneute Kandidatur, die zulässig gewesen wäre. |                                  |         |                                   |                    |                            |               |
| 34  | | Dwight D. Eisenhower (1890–1969) | Rep.    | 20. Januar 1953 20. Januar 1961   | 42.                | Richard Nixon              |               |
| 34  | 43. | Dwight D. Eisenhower (1890–1969) | Rep.    | 20. Januar 1953 20. Januar 1961   |                    | Richard Nixon              |               |
| 34  | Der ursprünglich parteilose Eisenhower, der wichtigste US-Kommandeur im Zweiten Weltkrieg, wurde nach Trumans Verzicht auf eine erneute Kandidatur aufgrund seiner enormen Popularität in der Bevölkerung von beiden Parteien als Kandidat umworben. Er entschied sich schließlich, für die Republikaner zu kandidieren und damit einen Wechsel nach den langen Jahren der Herrschaft der Demokraten anzustreben. Der Koreakrieg endete mit einem Waffenstillstand und der De-facto-Teilung des Landes. 1953 starb Stalin. Ab 1955 sah sich Eisenhower einer auf internationalem Parkett zunehmend aggressiv und offensiv agierenden Sowjetunion gegenüber und reagierte darauf mit der Eisenhower-Doktrin. Wichtigste Errungenschaften der Präsidentschaft sind der Ausbau des nationalen Autobahnnetzes und die Einrichtung der NASA als Weltraumbehörde. Obwohl seine Präsidentschaft in eine Zeit der ideologischen Polarisierung im Kalten Krieg fiel, agierte Eisenhower in vielem differenziert und weitsichtig. Er setzte 1954 dem Treiben des Senators Joseph McCarthy ein Ende, betrieb im Gegensatz zu seinen Nachfolgern eine ausgewogene Nahostpolitik und warnte in seiner Abschiedsrede an das amerikanische Volk eindringlich vor den Gefahren des militärisch-industriellen Komplexes. Sogar seinem konservativen Vizepräsidenten Richard Nixon stand Eisenhower, der bis zum Ende seiner Amtszeit von den Amerikanern geliebt und bewundert wurde, kritisch gegenüber und fügte ihm im Wahlkampf gegen Kennedy durch eine abfällige Bemerkung gegenüber Journalisten erheblichen Schaden zu.                                                        |                                  |         |                                   |                    |                            |               |
| 35  | | John F. Kennedy ‡ (1917–1963)    | Demokr. | 20. Januar 1961 22. November 1963 | 44.                | Lyndon B. Johnson          |               |
| 35  | Die nur 1.036 Tage (34 Monate) währende Präsidentschaft Kennedys war geprägt von bedeutenden außenpolitischen Ereignissen: dem Scheitern der Invasion in der Schweinebucht auf Kuba (April 1961), der Ankündigung der Mondlandung (Mai 1961), dem Bau der Berliner Mauer (August 1961), dem beginnenden militärischen Engagement im Vietnamkrieg (z. B. Taylor-Staley-Plan, März 1962) und der Kubakrise wegen der Stationierung sowjetischer Atomraketen (Oktober 1962). Innenpolitisch bemühte sich Kennedy um Reformen und unterstützte die Bürgerrechtsbewegung, die die Aufhebung der Rassentrennung forderte. Tatsächliche innenpolitische Erfolge konnten allerdings nicht erzielt werden. Am 22. November 1963 wurde John F. Kennedy in Dallas bei einem Attentat ermordet, das nie restlos aufgeklärt wurde und um das sich bis heute zahlreiche Verschwörungstheorien ranken. |                                  |         |                                   |                    |                            |               |
| 36  | | Lyndon B. Johnson ↑ (1908–1973)  | Demokr. | 22. November 1963 20. Januar 1969 | 44.                | nicht besetzt (aufgerückt) |               |
| 36  | 45. | Lyndon B. Johnson ↑ (1908–1973)  | Demokr. | 22. November 1963 20. Januar 1969 | Hubert H. Humphrey |                            |               |
| 36  | Johnson trat das Amt nach der Ermordung Kennedys im November 1963 an und wurde ein Jahr später durch reguläre Wahlen mit großer Mehrheit im Amt bestätigt. Unter Johnson wurden im Rahmen des Great-Society-Programms umfangreiche soziale Reformen verabschiedet: Durch den von ihm im Kongress durchgesetzten Civil Rights Act of 1964 wurde die öffentliche Rassentrennung abgeschafft und die Gleichberechtigung der Afroamerikaner staatlich gewährleistet. Der Voting Rights Act erkannte Schwarzen und weiteren Minderheiten ausdrücklich das Wahlrecht zu. Sozialprogramme hatten zur Folge, dass die Zahl der in Armut lebenden US-Bürger innerhalb seiner Amtszeit um fast die Hälfte reduziert werden konnte. Die Verabschiedung der öffentlichen Krankenversicherungen Medicare und Medicaid sowie Reformen im Bildungswesen waren weitere Schwerpunkte. Allerdings wurde die Präsidentschaft auch durch den Vietnamkrieg geprägt, gegen den sich wachsende Teile der Bevölkerung stellten, da es den US-Streitkräften nicht gelang, die kommunistischen Nordvietnamesen zu besiegen. Dies führte unter der US-Bevölkerung zu wachsenden Spannungen und heftigen Ausschreitungen. Außenpolitisch erzielte Johnson dennoch durch die Ratifizierung des Atomwaffensperrvertrags und die Konferenz von Glassboro Erfolge. 1968 verzichtete er auf eine weitere Präsidentschaftskandidatur. Im letzten Amtsjahr reduzierte und stoppte er die Bombenangriffe in Vietnam, nachdem Friedensverhandlungen mit Kommunisten zustande kamen, die aber bis zu seinem Amtsende keinen Durchbruch erzielten.                                                           |                                  |         |                                   |                    |                            |               |
| 37  | | Richard Nixon Ø (1913–1994)      | Rep.    | 20. Januar 1969 9. August 1974    | 46.                | Spiro Agnew                |               |
| 37  | 47. | Richard Nixon Ø (1913–1994)      | Rep.    | 20. Januar 1969 9. August 1974    |                    | Spiro Agnew                |               |
| 37  | nicht besetzt (zurückgetreten) | Richard Nixon Ø (1913–1994)      | Rep.    | 20. Januar 1969 9. August 1974    |                    |                            |               |
| 37  | Gerald Ford | Richard Nixon Ø (1913–1994)      | Rep.    | 20. Januar 1969 9. August 1974    |                    |                            |               |
| 37  | Weil die von ihm gewählte Taktik der Flächenbombardements keinen Erfolg zeigte, sah sich Nixon in Vietnam zu einem Friedensschluss gedrängt, der faktisch einer Kapitulation gleichkam. Diese Situation zwang ihn zu einer aktiven Entspannungspolitik und er unternahm Gesprächsreisen nach Moskau und Peking. Die Nixon-Doktrin sah einen Rückzug aus dem asiatischen Raum vor und definierte die Rolle der USA als die einer Ordnungsmacht im Hintergrund. Innenpolitische Leistungen waren die Gründung der nationalen Wetter- und Ozeanografiebehörde NOAA, der Drogenbekämpfungsbehörde DEA und von Amtrak. Außerdem gelang den USA die von Kennedy angekündigte Mondlandung. Letztlich ist der Name Nixon jedoch dauerhaft mit der Watergate-Affäre verbunden, die zum bisher einzigen Rücktritt eines Präsidenten führte. Ein Jahr vor Nixon war bereits sein Vizepräsident Spiro Agnew zurückgetreten und Gerald Ford zu dessen Nachfolger ernannt worden. |                                  |         |                                   |                    |                            |               |
| 38  | | Gerald Ford ↑ (1913–2006)        | Rep.    | 9. August 1974 20. Januar 1977    | 47.                | nicht besetzt (aufgerückt) |               |
| 38  | Nelson Rockefeller | Gerald Ford ↑ (1913–2006)        | Rep.    | 9. August 1974 20. Januar 1977    | 47.                |                            |               |
| 38  | Ford war der bisher einzige Präsident, der nie durch vom Volk bestimmte Wahlmänner gewählt oder bestätigt wurde. Sein Vorgänger als Vizepräsident, Spiro Agnew, war wegen einer Korruptionsaffäre zurückgetreten und Nixon hatte Ford zum Nachfolger ernannt. Als Nixon seinerseits zurücktreten musste, folgte ihm Ford in das Amt nach. Kontrovers war die Begnadigung, die er Nixon für jegliches im Amt möglicherweise begangene Vergehen erteilte. Ford versuchte erfolglos der Rezession und Inflation Herr zu werden. Außenpolitisch verzeichnete er mit einer Fortsetzung der Entspannungspolitik und der Unterzeichnung der Schlussakte von Helsinki 1975 Erfolge. In seine Amtszeit fiel außerdem der vollkommene Rückzug der USA aus Vietnam, nachdem nordvietnamesische Truppen Saigon erobert und die letzten US-Amerikaner fluchtartig das Land verlassen hatten. In der angestrebten Wiederwahl im November 1976 scheiterte er relativ knapp an seinem demokratischen Herausforderer Jimmy Carter. |                                  |         |                                   |                    |                            |               |
| 39  | | Jimmy Carter (1924–2024)         | Demokr. | 20. Januar 1977 20. Januar 1981   | 48.                | Walter Mondale             |               |
| 39  | Seit Hoover war Carters Amtszeit die erste ohne offene kriegerische Auseinandersetzung, doch wurde dieser Zustand durch eine oft widersprüchliche Außenpolitik erreicht, die in manchen Ländern den Eindruck einer „schwächelnden“ Nation erweckte. Carter war als Vermittler an den Verhandlungen zum Abkommen von Camp David I beteiligt und führte die SALT-II-Gespräche. Seine Bemühungen, die Geiselnahme von Teheran und die sowjetische Intervention in Afghanistan durch nichtmilitärische Mittel zu beenden, schlugen jedoch fehl. Auch das innenpolitische Engagement im Bereich der Energie-, Bildungs- und Umweltpolitik brachte keine Wende in der Wirtschafts- und Gesellschaftskrise. |                                  |         |                                   |                    |                            |               |
| 40  | | Ronald Reagan (1911–2004)        | Rep.    | 20. Januar 1981 20. Januar 1989   | 49.                | George Bush                |               |
| 40  | 50. | Ronald Reagan (1911–2004)        | Rep.    | 20. Januar 1981 20. Januar 1989   |                    | George Bush                |               |
| 40  | Der überzeugte Antikommunist zielte mit einer massiven Aufrüstung darauf, den Kalten Krieg durch eine Verschiebung des „Gleichgewichts des Schreckens“ zugunsten der USA zu beenden. Der Präsident zeigte sich auch sonst außenpolitisch wenig zimperlich, so in der Iran-Contra-Affäre und bei der Invasion in Grenada. Die von ihm betriebene Wirtschaftspolitik („Reaganomics“) führte zwar zu steigendem Wohlstand, der aber vor allem auf Kosten eines Rekord-Haushaltsdefizits generiert wurde und nur einer kleinen Oberschicht zugutekam. |                                  |         |                                   |                    |                            |               |

### Seit dem Ende des Kalten Krieges (seit 1989)
| Nr. | Präsident (Lebensdaten) | Präsident (Lebensdaten) | Partei  | Dauer der Präsidentschaft       | Nr. der Amtszeit | Vizepräsident | Vizepräsident |
| --- | --- | ----------------------- | ------- | ------------------------------- | ---------------- | ------------- | ------------- |
| 41  | | George Bush (1924–2018) | Rep.    | 20. Januar 1989 20. Januar 1993 | 51.              | Dan Quayle    |               |
| 41  | Nach dem Zusammenbruch des Warschauer Paktes und infolge der zunehmenden Paralyse der Sowjetunion verkündete Bush die „New World Order“ und befürwortete in diesem Zusammenhang auch die deutsche Wiedervereinigung. Während die UNO-Resolution 678 noch die völkerrechtliche Grundlage zur „Operation Desert Storm“ lieferte, fand die Invasion in Panama ohne internationale Zustimmung statt. Der Bruch seines Wahlversprechens („Read my lips: no new taxes“) gilt als Hauptgrund für seine nicht erfolgte Wiederwahl. |                         |         |                                 |                  |               |               |
| 42  | | Bill Clinton (* 1946)   | Demokr. | 20. Januar 1993 20. Januar 2001 | 52.              | Al Gore       |               |
| 42  | 53. | Bill Clinton (* 1946)   | Demokr. | 20. Januar 1993 20. Januar 2001 |                  | Al Gore       |               |
| 42  | Clinton widmete sich mit verschiedenen Reformen der Bekämpfung von Drogenmissbrauch, Waffengewalt und Armut. Zu seinen primären Zielen gehörte die Senkung der Staatsverschuldung und die Einführung einer allgemeinen Krankenversicherung. Das Kyoto-Protokoll wurde unterschrieben (aber nicht ratifiziert) und mit Gründung des NAFTA entstand eine ausgedehnte Freihandelszone zwischen Kanada, den USA und Mexiko. Während er eine Politik der Aussöhnung mit den ehemaligen Feinden China und Russland betrieb und das Dayton-Friedensabkommen vermittelte, entstand mit Al-Qaida eine neue Gefahr für die Sicherheit des Landes. Das Ende seiner zweiten Amtszeit war überschattet vom „Platzen der Dotcom-Blase“ und der Lewinsky-Affäre, in deren Folge ein erfolgloses Amtsenthebungsverfahren gegen Clinton eingeleitet wurde. |                         |         |                                 |                  |               |               |
| 43  | | George W. Bush (* 1946) | Rep.    | 20. Januar 2001 20. Januar 2009 | 54.              | Dick Cheney   |               |
| 43  | 55. | George W. Bush (* 1946) | Rep.    | 20. Januar 2001 20. Januar 2009 |                  | Dick Cheney   |               |
| 43  | George W. Bush wurde mit einem der knappsten Ergebnisse in der Geschichte der Vereinigten Staaten zum Präsidenten gewählt: Die Stimmauszählung z. B. im Bundesstaat Florida, der bei US-amerikanischen Präsidentschaftswahlen seit Jahrzehnten als Swing State gilt, dauerte mehr als einen Monat, schließlich lag Bush dort mit lediglich 537 Stimmen vor seinem demokratischen Herausforderer Al Gore. Insgesamt hatte Gore in den USA einen Vorsprung von ca. 500.000 Stimmen; Bush konnte allerdings vier Wahlmännerstimmen mehr als Gore auf sich vereinen. Trotz höchstrichterlicher Überprüfung und Anordnung von Nachzählungen in einigen Wahlkreisen durch den US-Supreme Court sorgt der Wahlausgang bis heute für Diskussionen. Nach den Terroranschlägen vom 11. September verkündete Bush den Krieg gegen den Terror und erließ mit dem USA Patriot Act die entsprechende gesetzliche Grundlage zur Terrorabwehr, verbunden mit Einschränkungen der Bürgerrechte. Innenpolitisch war die Gründung des Ministeriums für Innere Sicherheit ein weiterer Schritt. Außenpolitisch führte er eine Reihe von Kriegen gegen die sogenannten Schurkenstaaten. Dazu zählen der Krieg in Afghanistan 2001–2021 und der Kampf gegen Saddam Hussein, der durch eine „Koalition der Willigen“ im Irakkrieg geführt wurde. Doch weder diesen Kriegen noch der Suche nach Osama bin Laden oder der endgültigen Zerschlagung des Al-Qaida-Netzes war echter Erfolg beschieden. Zeigte die Bush-Doktrin noch die unilaterale Einstellung des Präsidenten, so mehrten sich zum Ende der zweiten Amtszeit die Anzeichen für eine politische Ausrichtung in Richtung der Völkerkreise der UNO und NATO. Innenpolitisch endete seine Präsidentschaft in der größten Finanzkrise seit der Great Depression von 1929. Aufgrund immenser Verluste am Immobilienmarkt kam es an den Börsen weltweit zu Verwerfungen, infolge derer eine Reihe von Finanzinstituten (u. a. Lehman Brothers) in die Insolvenz gingen.                                                                                                 |                         |         |                                 |                  |               |               |
| 44  | | Barack Obama (* 1961)   | Demokr. | 20. Januar 2009 20. Januar 2017 | 56.              | Joe Biden     |               |
| 44  | 57. | Barack Obama (* 1961)   | Demokr. | 20. Januar 2009 20. Januar 2017 |                  | Joe Biden     |               |
| 44  | Barack Obama war der erste afroamerikanische Präsident der Vereinigten Staaten; zugleich war er der erste US-Präsident, der außerhalb des amerikanischen Kontinents geboren wurde, und zwar auf Hawaii. Er übernahm das Amt während einer globalen Finanzkrise und setzte als eine seiner ersten Amtshandlungen ein Konjunkturprogramm mit einem Volumen von 787 Milliarden Dollar durch. 2009 wurde ihm für seine außergewöhnlichen Bemühungen, die internationale Diplomatie und die Zusammenarbeit zwischen den Völkern zu stärken, der Friedensnobelpreis verliehen. Im Frühjahr 2010 setzte er eine großflächige und umstrittene Gesundheitsreform um, die Millionen US-Amerikanern erstmals Zugang zur Krankenversicherung gewährleistete. Am 1. Mai 2011 konnte er die Tötung des seit Jahren gesuchten Terroristen Osama bin Laden durch eine US-Kommandoeinheit verkünden. Im November 2012 wurde Obama für eine zweite Amtszeit bestätigt. Im Frühjahr 2015 suchte er nach über 50 Jahren diplomatischer Krise den Kontakt zu Kuba und verbesserte maßgeblich die politischen Beziehungen. Auch bei den Atomverhandlungen mit dem Iran war er um einen Ausgleich bemüht und es gelang ihm, ein entsprechendes Abkommen zu erzielen. Vor allem zum Ende seiner Amtszeit war Obama besonders um den Klimaschutz bemüht. So unterstützte er internationale Vereinbarungen zum globalen Klimaschutz. Das Ergebnis war ein internationales Klimaschutzabkommen, welches von fast allen Staaten der Erde bei der UN-Klimakonferenz in Paris 2015 unterzeichnet wurde. Auch innenpolitisch setzte er umweltpolitische Akzente, vor allem durch den Clean Power Plan, der das erste Mal in der US-Geschichte verbindliche Vorgaben für Unternehmen zur Reduzierung des CO2-Ausstoßes vorgab. |                         |         |                                 |                  |               |               |
| 45  | | Donald Trump (* 1946)   | Rep.    | 20. Januar 2017 20. Januar 2021 | 58.              | Mike Pence    |               |
| 45  | Mit dem Immobilienunternehmer, Entertainer und Milliardär Trump gelang erstmals einem Kandidaten die Wahl zum Präsidenten, der zuvor weder ein politisches noch ein militärisches Amt bekleidet hatte. Seine erste Präsidentschaft gilt als kontrovers. Er gewann nach einem stark polarisierenden Wahlkampf unter dem Motto „Make America Great Again“. Zwar bekam Trump weniger Stimmen als seine Herausforderin Hillary Clinton, erhielt jedoch im Electoral College mehr Wahlleute. Sein Wahlgewinn führte bei Gegnern seiner Politik zu Protesten. Bei seiner Amtseinführung stellte er seine Regierungspolitik unter „America First“ vor und trat in der Folge aus mehreren internationalen Abkommen aus, da er in diesen Nachteile für die USA sah. Dies betraf auch die Klimapolitik, wo Trump entsprechende wissenschaftliche Erkenntnisse leugnete. Vor diesem Hintergrund führte er auch einen Handelskonflikt mit China und stieg aus dem Atomabkommen mit dem Iran aus. Zugleich näherte er sich Nordkorea an und erkannte Jerusalem als Hauptstadt Israels an. Seine Wirtschaftspolitik im Inneren orientierte sich an Ronald Reagans „Reaganomics“. Die Migrationspolitik verschärfte Trump und er distanzierte sich nicht klar von Rechtsextremisten wie nach dem Anschlag in Charlottesville 2017. Das Ende seiner Amtszeit war überschattet von teils gewalttätigen Anti-Rassismus-Protesten infolge der Tötung von George Floyd, der COVID-19-Pandemie und der Ukraine-Affäre, in deren Folge ein erstes Amtsenthebungsverfahren eingeleitet wurde. In Bezug auf Medienmeldungen verwendete Trump häufig den Begriff „Fake News“, wurde aber selbst oft des Verbreitens falscher Behauptungen überführt. So erkannte Trump seine Abwahl nicht an, warf ohne Belege seinen Gegnern Wahlbetrug vor und versuchte das Wahlergebnis zu seinen Gunsten zu verändern. Dies mündete im Sturm auf das Kapitol, wo Trumps Anhänger gewaltsam die formelle Bestätigung seines Nachfolgers verhindern wollten. Dadurch kam es zu einem zweiten erfolglosen Amtsenthebungsverfahren gegen Trump. |                         |         |                                 |                  |               |               |
| 46  | | Joe Biden (* 1942)      | Demokr. | 20. Januar 2021 20. Januar 2025 | 59.              | Kamala Harris |               |
| 46  | Der ehemalige Vizepräsident (2009–2017) und langjährige Senator für den Bundesstaat Delaware (1973–2009) war zum Zeitpunkt seines Amtsantritts mit 78 Jahren und 61 Tagen der älteste Präsident. Durch seine Kandidatur gemeinsam mit Kamala Harris wurde diese als erste Afroamerikanerin und erste Asiatische Amerikanerin sowie als erste Frau zur Vizepräsidentin. Als erste Amtshandlung unterzeichnete Biden 17 Dekrete, mehr als jeder frühere Präsident vor ihm. Die Mehrzahl davon machte Verfügungen seines Amtsvorgängers Trump rückgängig. Darunter setzte er sich unter anderem für den Wiederbeitritt der Vereinigten Staaten zum Klimaschutz-Übereinkommen von Paris ein, das Trump im Juni 2017 einseitig aufgekündigt hatte, und den Wiedereintritt der USA in die Weltgesundheitsorganisation (WHO), aus der Trump die USA zuvor hatte austreten lassen. Unter seine Präsidentschaft fiel der Rückzug der NATO-Truppen aus Afghanistan, wodurch es den Taliban ermöglicht wurde, die Kontrolle über das Land zu übernehmen. Für das Festhalten an dem Plan seines Vorgängers Donald Trump, die amerikanischen Truppen aus Afghanistan abzuziehen, geriet Biden in besonders harte Kritik. Des Weiteren fiel in seine Amtszeit der russische Überfall auf die Ukraine (2022) und der Terrorangriff der Hamas auf Israel (2023). Bei beiden Konflikten reagierte Biden mit großer Unterstützung für die Ukraine und Israel. Innenpolitisch brachte Biden den „American Rescue Plan“, den „Bipartisan Infrastructure Bill“, den „Inflation Reduction Act“ und den „CHIPS and Science Act“, zum Teil parteiübergreifend, durch den Kongress. Biden nominierte Ketanji Brown Jackson als Nachfolgerin des zurückgetretenen Richters Stephen Breyer am Obersten Gerichtshof der Vereinigten Staaten und somit die erste schwarze Frau, die diesem angehört. Biden ist der erste Präsident seit 1968 (Johnson), der auf eine Kandidatur für eine zweite Amtszeit verzichtete. |                         |         |                                 |                  |               |               |
| 47  | | Donald Trump (* 1946)   | Rep.    | seit dem 20. Januar 2025        | 60.              | JD Vance      |               |
| 47  | Trump trat als erster Präsident seit Grover Cleveland eine nicht unmittelbar auf die erste folgende zweite Amtszeit an und ist zudem mit 78 Jahren und 220 Tagen der älteste Präsident bei Amtsantritt. Als erste Amtshandlung unterzeichnete Trump 26 Executive Orders, mehr als jeder frühere Präsident vor ihm. Einige machten Verfügungen seines Amtsvorgängers Biden rückgängig. Darunter setzte er sich für den Austritt der Vereinigten Staaten aus dem Klimaschutz-Übereinkommen von Paris und der Weltgesundheitsorganisation (WHO) ein, hob das Moratorium für Hinrichtungen auf Bundesebene auf und setzte Kuba wieder auf die Liste der Terrorismus unterstützenden Staaten. Trump setzt auf eine protektionistische Handelspolitik mit hohen Zöllen. |                         |         |                                 |                  |               |               |